# Eva Berggren
För författaren, se Eva Berggrén.

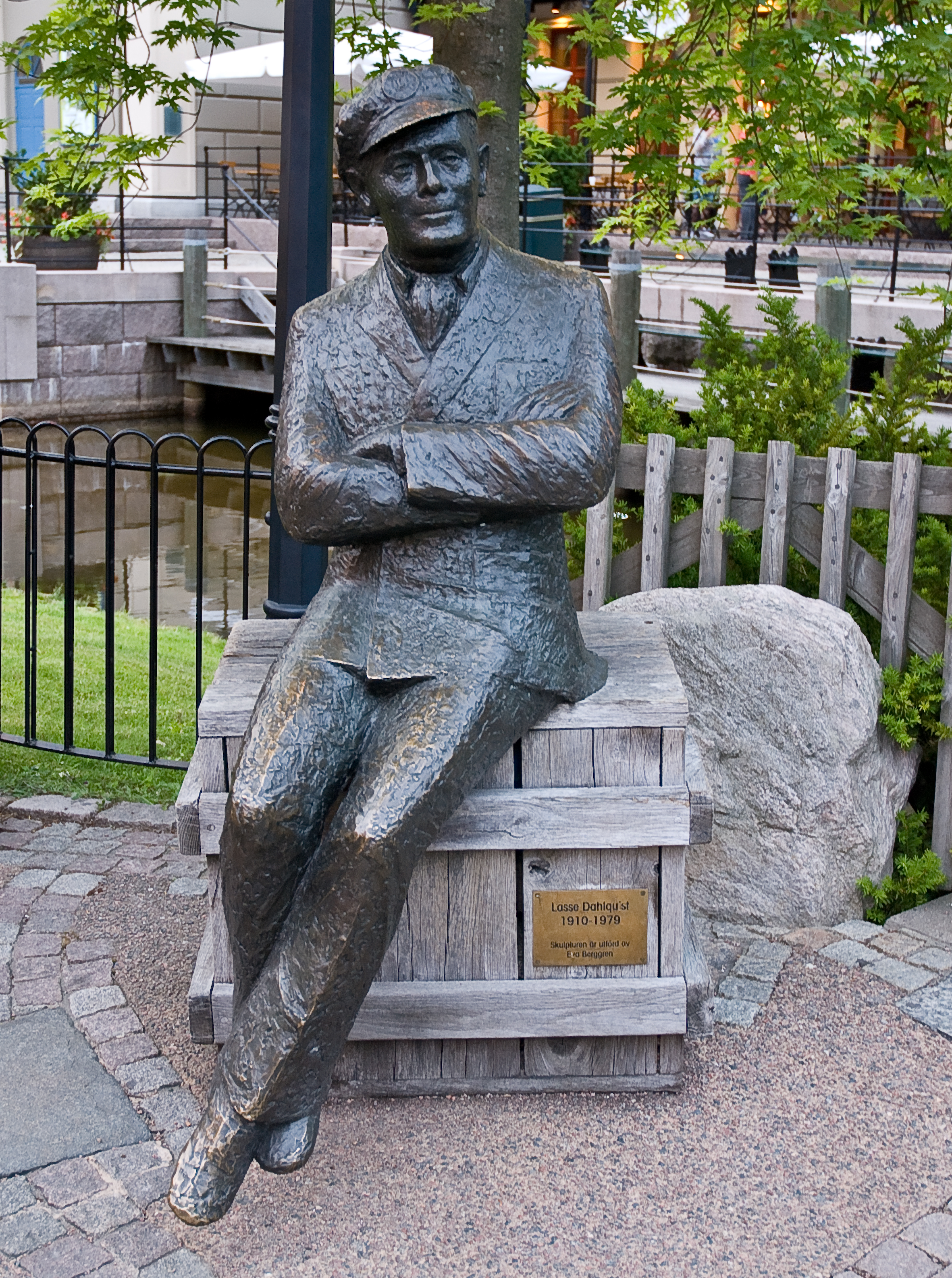
Lasse Dahlquist, skulptur av Eva Berggren på Liseberg i Göteborg

Eva Berggren, född 1929, död 1998, var en svensk skulptör. 
Eva Berggren utbildade sig vid Signe Barths Målarskola i Stockholm 1947 och vid Lena Börjesons Skulpturskola 1948. Därefter studerade hon vid Académie de la Grande Chaumière i Paris 1948–49 och vid Valands Skulptursskola i Göteborg 1951–57.

## Offentliga verk i urval
- Balansgång, Idrottshuset i Mölndal
- Kattflickan, HFAB:s bostadskvarter Klotet i Halmstad
- Lasse Dahlqvist, Liseberg i Göteborg
- Upp i Luften, Sjusovaregatan i Göteborg
- Hoppsan, Ågrenska hälsocentret i Askim
- Kom, Björndammsterrassen i Partille
- Tonåring, Engelbrektsgatan 120, Borås